# Elymus albicans
Elymus albicans là một loài thực vật có hoa trong họ Hòa thảo. Loài này được (Scribn. & J.G.Sm.) Á.Löve mô tả khoa học đầu tiên năm 1980.

## Hình ảnh

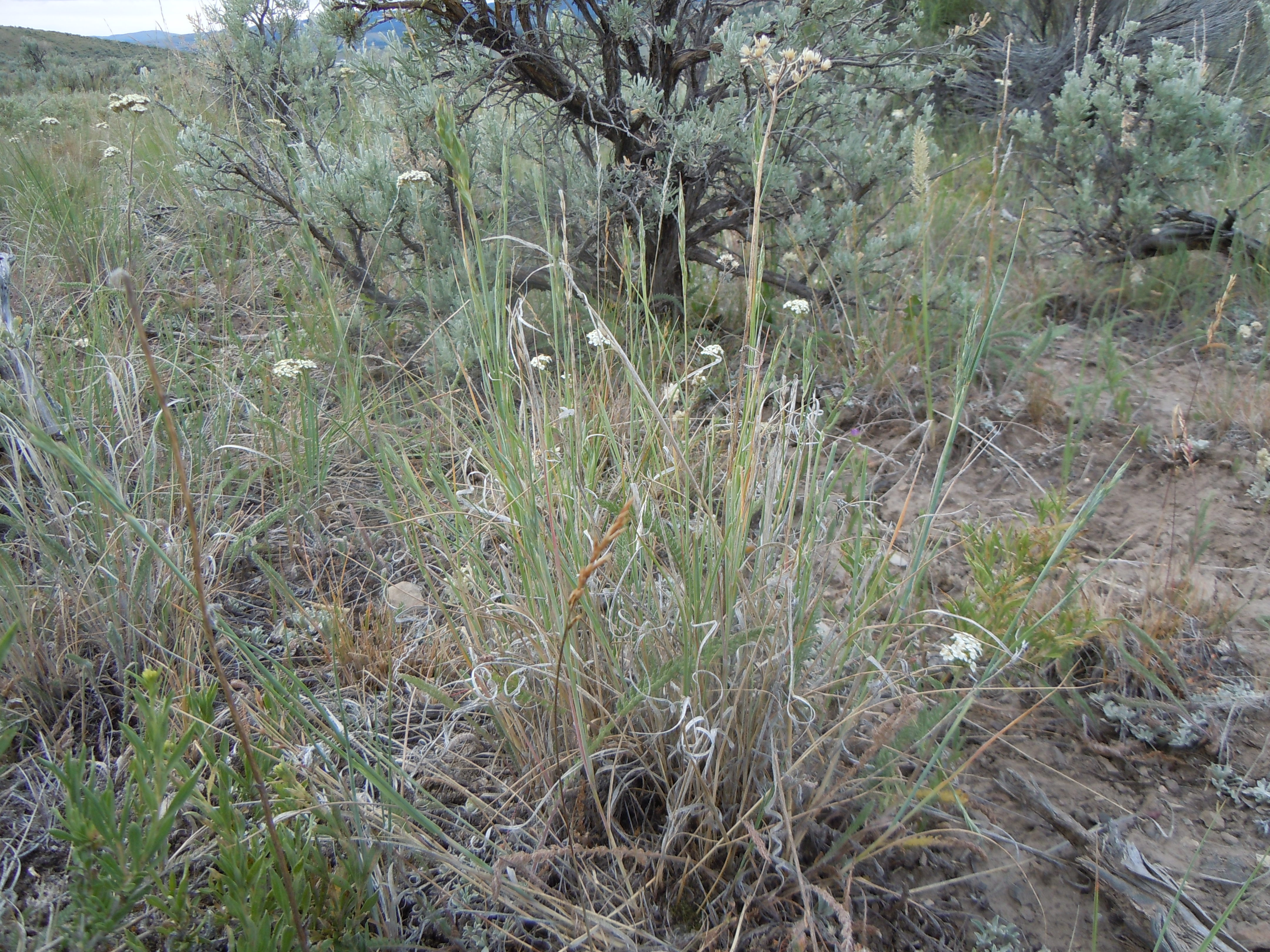
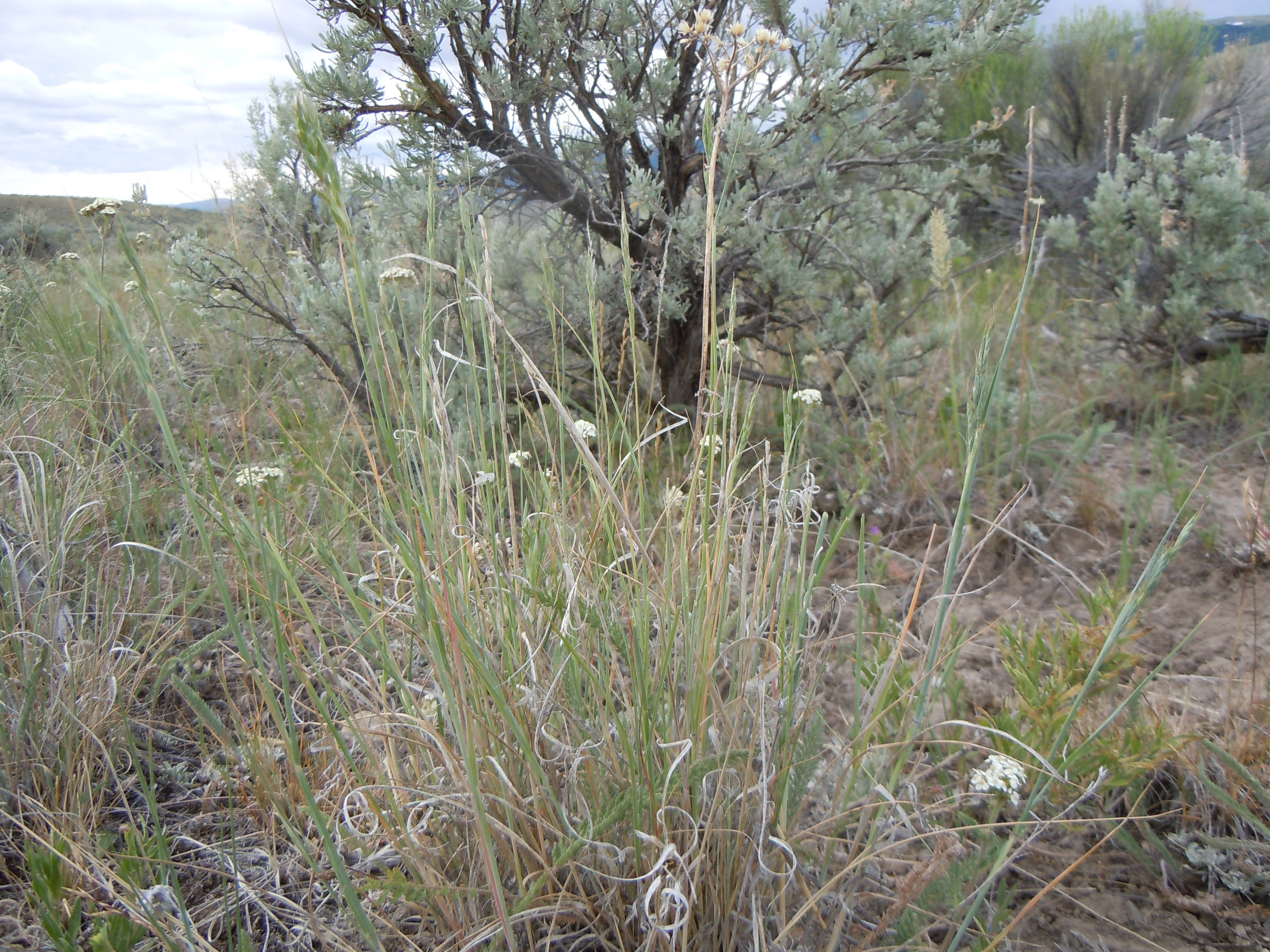
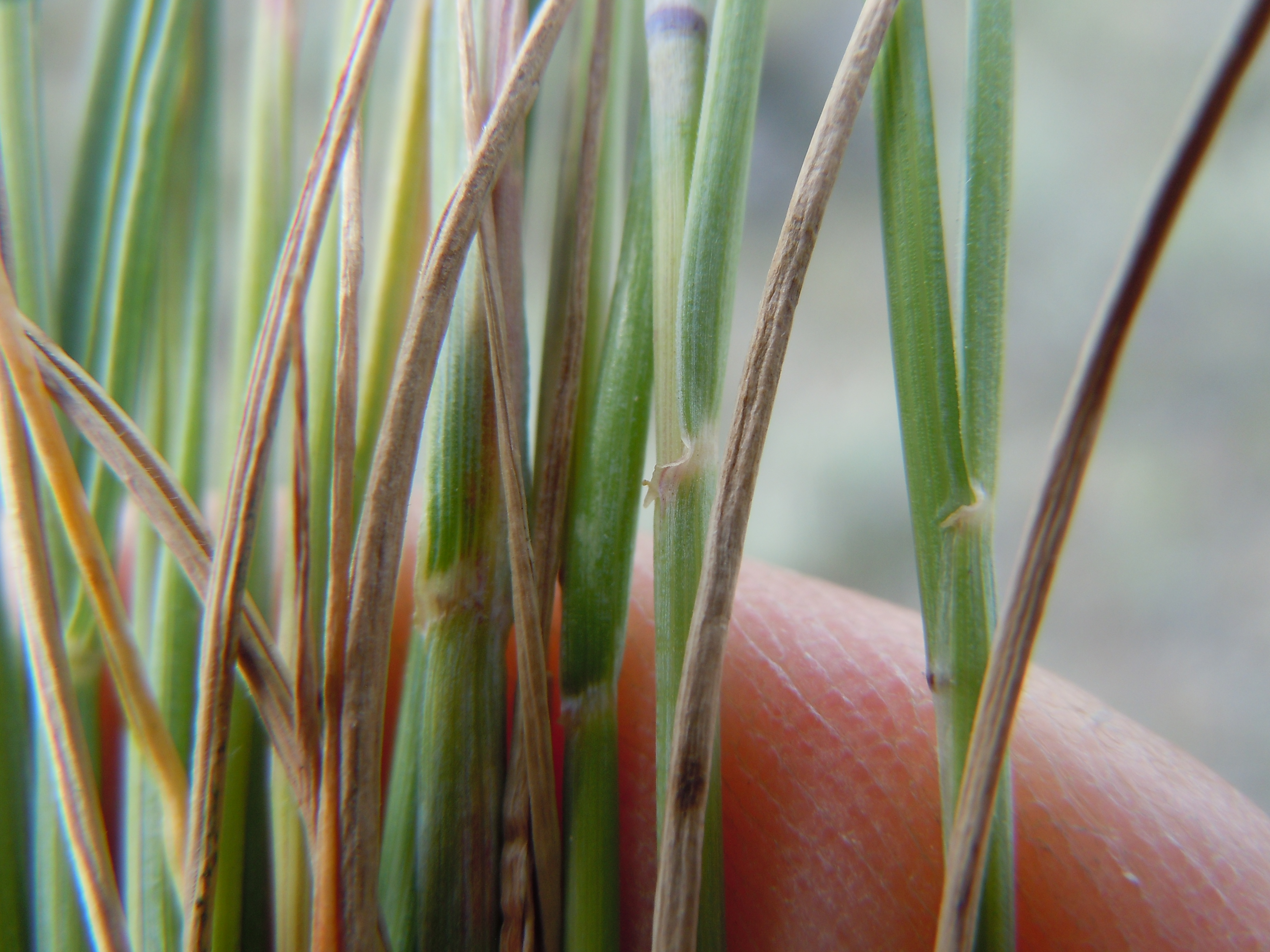
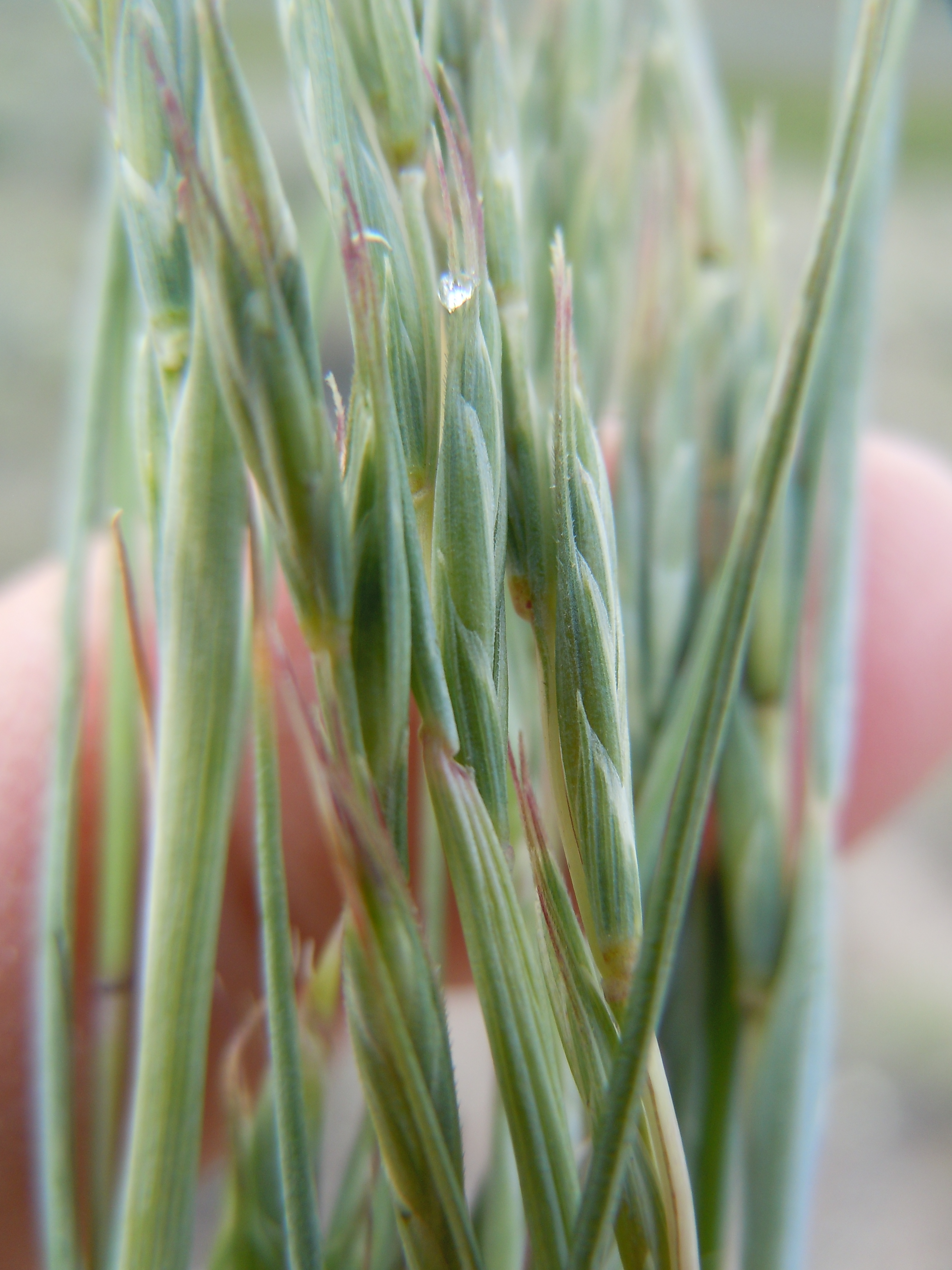